# Grand Prix-wegrace van Spanje 1964
De Grand Prix-wegrace van Spanje 1964 was de tweede Grand Prix van het wereldkampioenschap wegrace voor motorfietsen in het seizoen 1964. De races werden verreden op 10 mei op het Circuito de Montjuïc, een stratencircuit bij de berg Montjuïc ten zuidwesten van Barcelona. In deze Grand Prix kwamen de 250cc-, de 125cc-, de 50cc- en de zijspanklasse aan de start. Voor de zijspanklasse was dit de opening van het seizoen.

## Algemeen
Hoewel het de tweede GP van het seizoen betrof, werden de verhoudingen, vooral in de 250cc-klasse, nu pas duidelijk. Dat kwam omdat Honda, Benelli, Suzuki en Yamaha in de Amerikaanse GP niet gestart waren. Chris Vincent had een succesvol weekend. Hij werd met een Honda CR 93 zesde in de 125cc-race en met zijn BMW-zijspancombinatie vijfde.

## 250cc-klasse
Tarquinio Provini scoorde met zijn Benelli-viercilinder de eerste WK-overwinning sinds die van Dario Ambrosini in de Zwitserse GP van 1951. Met Jim Redman (Honda RC 164) en Phil Read (Yamaha RD 56) stonden er drie merken op het podium. Het optreden van Hugh Anderson met de verbeterde Suzuki RZ 64 viel tegen. Anderson zou de machine de rest van het seizoen niet meer inzetten.

### Uitslag 250cc-klasse
| Pos | Coureur            | Merk      | Tijd       | Pnt |
| --- | ------------------ | --------- | ---------- | --- |
| 1   | Tarquinio Provini  | Benelli   | 1:04"58'43 | 8   |
| 2   | Jim Redman         | Honda     | +21'71     | 6   |
| 3   | Phil Read          | Yamaha    | +53'83     | 4   |
| 4   | Isamu Kasuya       | Honda     | +1 ronde   | 3   |
| 5   | Hugh Anderson      | Suzuki    | +1 ronde   | 2   |
| 6   | Jorge Sirera       | Montesa   | +1 ronde   | 1   |
| 7   | Enrique Sirera     | Montesa   | +1 ronde   |     |
| 8   | Bert Schneider     | Suzuki    | +1 ronde   |     |
| 9   | P.W. Jordan        | Yamaha    | +3 ronden  |     |
| 10  | Alberto Pagani     | Paton     | +4 ronden  |     |
| 11  | Roberto Patrignani | Aermacchi | +5 ronden  |     |

### Niet deelgenomen
| Coureur        | Merk    | Oorzaak |
| -------------- | ------- | ------- |
| Bo Gehring     | Bultaco | [ 1 ]   |
| Douglas Brown  | Ducati  | [ 1 ]   |
| George Rockett | Ducati  | [ 1 ]   |

### Onbekend[2]
| Coureur          | Merk      |
| ---------------- | --------- |
| Mike Duff        | Yamaha    |
| Ernst Weiss      | Honda     |
| Luigi Taveri     | Honda     |
| Stanislav Malina | CZ        |
| Wolfgang Gast    | MZ        |
| Roger Mailles    | Morini    |
| Alan Shepherd    | MZ        |
| Clive Hunt       | Aermacchi |
| Joe Dunphy       | Greeves   |
| Mike Hailwood    | MZ        |
| Ralph Bryans     | Honda     |
| Ron Grant        | Parilla   |
| Roy Boughey      | Yamaha    |
| Tommy Robb       | Yamaha    |
| Giacomo Agostini | Morini    |
| Gilberto Milani  | Aermacchi |
| Hiroshi Hasegawa | Yamaha    |
| Bruce Beale      | Honda     |

### Top tien tussenstand 250cc-klasse
| Pos | Coureur           | Merk    | Pnt |
| --- | ----------------- | ------- | --- |
| 1   | Tarquinio Provini | Benelli | 8   |
| 1   | Alan Shepherd     | MZ      | 8   |
| 3   | Ron Grant         | Parilla | 6   |
| 3   | Jim Redman        | Honda   | 6   |
| 5   | Bo Gehring        | Bultaco | 4   |
| 5   | Phil Read         | Yamaha  | 4   |
| 7   | Isamu Kasuya      | Honda   | 3   |
| 7   | George Rockett    | Ducati  | 3   |
| 9   | Hugh Anderson     | Suzuki  | 2   |
| 9   | Joe Dunphy        | Greeves | 2   |

## 125cc-klasse

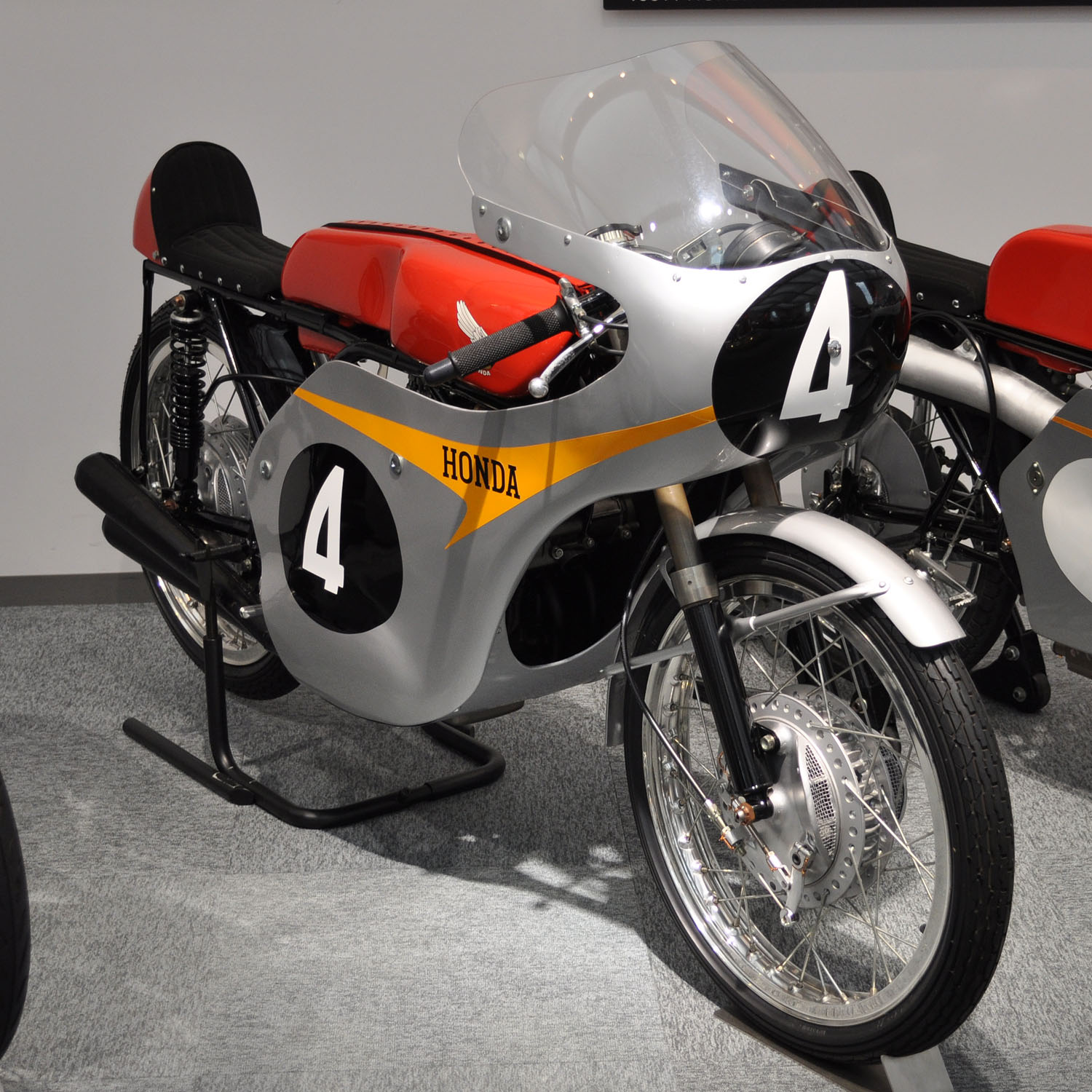
Honda 2RC 146.

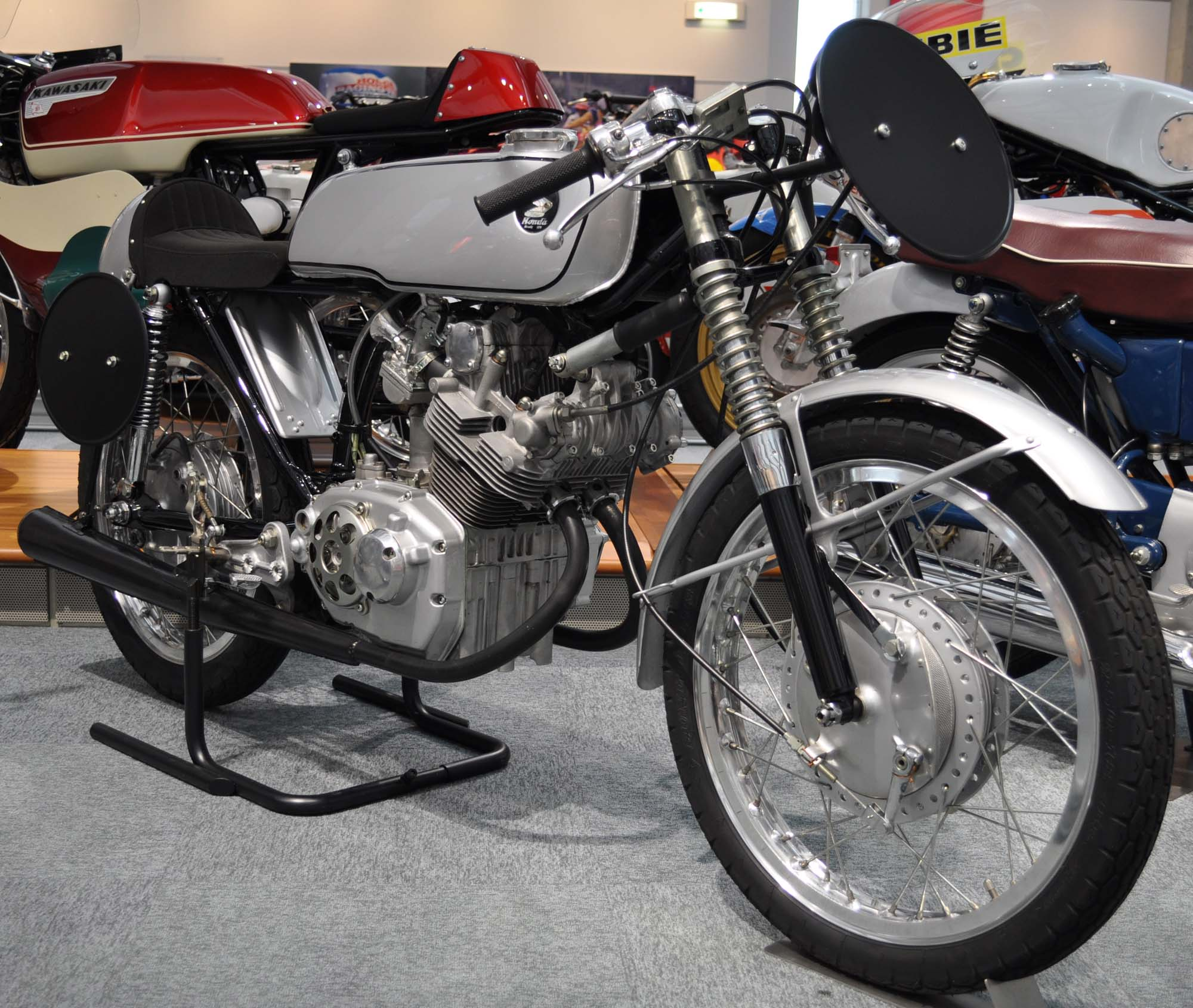
Honda CR 93.

De 125cc-race was een groot succes voor de Honda 2RC 146. Luigi Taveri won de race voor zijn teamgenoot Jim Redman. Het was de eerste confrontatie met de nieuwe, watergekoelde Suzuki RT 64 A, maar de Suzuki-coureurs finishten nog achter Rex Avery met de EMC. De overige Honda-coureurs in de uitslag reden de Honda CR 93-productieracer.
| Pos | Coureur        | Merk    | Tijd      | Pnt |
| --- | -------------- | ------- | --------- | --- |
| 1   | Luigi Taveri   | Honda   | 54"34'48  | 8   |
| 2   | Jim Redman     | Honda   | +45'52    | 6   |
| 3   | Rex Avery      | EMC     | +1 ronde  | 4   |
| 4   | Bert Schneider | Suzuki  | +1 ronde  | 3   |
| 5   | Hugh Anderson  | Suzuki  | +1 ronde  | 2   |
| 6   | Chris Vincent  | Honda   | +1 ronde  | 1   |
| 7   | Jess Thomas    | Honda   | +1 ronde  |     |
| 8   | Bruce Beale    | Honda   | +2 ronden |     |
| 9   | Frank Perris   | Suzuki  | +2 ronden |     |
| 10  | Ramiro Blanco  | Bultaco | +3 ronden |     |

| Coureur      | Merk   | Oorzaak  |
| ------------ | ------ | -------- |
| Ernst Degner | Suzuki | Blessure |

| Coureur              | Merk    |
| -------------------- | ------- |
| Roland Föll          | Honda   |
| Stanislav Malina     | CZ      |
| Dieter Krumpholz     | MZ      |
| Friedhelm Kohlar     | MZ      |
| Heinz Rosner         | MZ      |
| Klaus Enderlein      | MZ      |
| Peter Eser           | Honda   |
| Richard Thomas       | Honda   |
| Walter Scheimann     | Honda   |
| Ramón Torras         | Bultaco |
| Jean-Pierre Beltoise | Bultaco |
| Gary Dickinson       | Honda   |
| Phil Read            | Yamaha  |
| Ralph Bryans         | Honda   |
| Akiyasu Motohashi    | Yamaha  |
| Hironori Matsushima  | Yamaha  |
| Isao Morishita       | Suzuki  |
| Kunimitsu Takahashi  | Honda   |
| Mitsuo Itoh          | Suzuki  |
| Teisuke Tanaka       | Suzuki  |
| Yoshimi Katayama     | Suzuki  |

### Top tien tussenstand 125cc-klasse
| Pos | Coureur              | Merk    | Pnt |
| --- | -------------------- | ------- | --- |
| 1   | Hugh Anderson        | Suzuki  | 10  |
| 2   | Luigi Taveri         | Honda   | 8   |
| 3   | Bert Schneider       | Suzuki  | 7   |
| 4   | Mitsuo Itoh          | Suzuki  | 6   |
| 4   | Jim Redman           | Honda   | 6   |
| 6   | Rex Avery            | EMC     | 4   |
| 7   | Isao Morishita       | Suzuki  | 3   |
| 8   | Jean-Pierre Beltoise | Bultaco | 2   |
| 9   | Gary Dickinson       | Honda   | 1   |
| 9   | Chris Vincent        | Honda   | 1   |

## 50cc-klasse

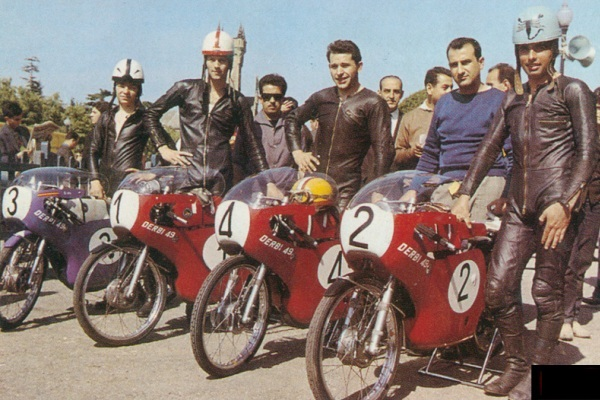
Het Derbi-team in Spanje. José Maria Busquets (rechts) viel uit, Ángel Nieto (links) werd vijfde.

José Maria Busquets leek de Spaanse Grand Prix te gaan winnen met zijn Derbi, maar hij viel uit door een gebroken schokdemper. Nu won Kreidler-rijder Hans Georg Anscheidt voor Hugh Anderson en Mitsuo Itoh (beiden op een Suzuki RM 64).
| Pos | Coureur              | Merk     | Tijd     | Pnt |
| --- | -------------------- | -------- | -------- | --- |
| 1   | Hans Georg Anscheidt | Kreidler | 30"48'18 | 8   |
| 2   | Hugh Anderson        | Suzuki   | +12'54   | 6   |
| 3   | Mitsuo Itoh          | Suzuki   | +20'91   | 4   |
| 4   | Isao Morishita       | Honda    | +38'61   | 3   |
| 5   | Ángel Nieto          | Derbi    | +1 ronde | 2   |
| 6   | Luigi Taveri         | Kreidler | +1 ronde | 1   |

| Coureur             | Merk  | Oorzaak              |
| ------------------- | ----- | -------------------- |
| José Maria Busquets | Derbi | Gebroken schokdemper |
| Ralph Bryans        | Honda |                      |

| Coureur   | Merk   | Oorzaak |
| --------- | ------ | ------- |
| Lee Allen | Ducati | [ 1 ]   |

| Coureur              | Merk     |
| -------------------- | -------- |
| Albert Beirle        | Kreidler |
| Peter Eser           | Honda    |
| Rudolf Kunz          | Kreidler |
| Jean-Pierre Beltoise | Kreidler |
| Charlie Mates        | Honda    |
| Tarquinio Provini    | Kreidler |
| Naomi Taniguchi      | Honda    |
| Cees van Dongen      | Kreidler |

### Top acht tussenstand 50cc-klasse
Acht coureurs hadden punten gescoord.
| Pos | Coureur              | Merk     | Pnt |
| --- | -------------------- | -------- | --- |
| 1   | Hugh Anderson        | Suzuki   | 14  |
| 2   | Hans Georg Anscheidt | Kreidler | 11  |
| 3   | Isao Morishita       | Suzuki   | 9   |
| 4   | Mitsuo Itoh          | Suzuki   | 8   |
| 5   | Jean-Pierre Beltoise | Kreidler | 2   |
| 5   | Ángel Nieto          | Derbi    | 2   |
| 7   | Lee Allen            | Ducati   | 1   |
| 7   | Luigi Taveri         | Kreidler | 1   |

## Zijspanklasse
Florian Camathias had zijn FCS-combinatie uitgeleend aan Colin Seeley en had de hand weten te leggen op een Gilera 500 4C-viercilindermotor. Met zijn gelegenheids-bakkenist Roland Föll won hij de Spaanse Grand Prix.
| Pos | Coureur           | Bakkenist        | Merk                | Tijd      | Pnt |
| --- | ----------------- | ---------------- | ------------------- | --------- | --- |
| 1   | Florian Camathias | Roland Föll      | Gilera              | 57"26'26  | 8   |
| 2   | Otto Kölle        | Dieter Hess      | BMW                 | +21'06    | 6   |
| 3   | Georg Auerbacher  | Beno Heim        | BMW                 | +33'59    | 4   |
| 4   | Max Deubel        | Emil Hörner      | BMW                 | +1"03'63  | 3   |
| 5   | Chris Vincent     | Keith Scott      | BMW                 | +1 ronde  | 2   |
| 6   | Ludwig Hahn       | Heinz Schäfer    | BMW                 | +3 ronden | 1   |
| 7   | Arsenius Butscher | Wolfgang Kalauch | BMW                 | +2 ronden |     |
| 8   | Edgar Strub       | Onbekend         | Greenwood-Matchless | +3 ronden |     |

| Coureur           | Bakkenist          | Merk    |
| ----------------- | ------------------ | ------- |
| Fritz Scheidegger | John Robinson      | BMW     |
| August Wolf       | Werner Zielaff     | BMW     |
| Gert Selbmann     | Rolf Müller        | BMW     |
| Joseph Duhem      | François Fernandez | BMW     |
| Colin Seeley      | Wally Rawlings     | FCS     |
| Pip Harris        | Ray Campbell       | BMW     |
| Terry Vinicombe   | Gary Golder        | Triumph |
| Tony Jackson      | Peter Hartill      | BMW     |

### Top zes tussenstand zijspanklasse
Conform wedstrijduitslag
1950 · 1951 · 1952 · 1953 · 1954 · 1955 · 1957 · 1958 · 1959 · 1960 · 1961 · 1962 · 1963 · 1964 · 1965 · 1966 · 1967 · 1968 · 1969 · 1970 · 1971 · 1972 · 1973 · 1974 · 1975 · 1976 · 1977 · 1978 · 1979 · 1980 · 1981 · 1982 · 1983 · 1984 · 1985 · 1986 · 1987 · 1988 · 1989 · 1990 · 1991 · 1992 · 1993 · 1994 · 1995 · 1996 · 1997 · 1998 · 1999 · 2000 · 2001 · 2002 · 2003 · 2004 · 2005 · 2006 · 2007 · 2008 · 2009 · 2010 · 2011 · 2012 · 2013 · 2014 · 2015 · 2016 · 2017 · 2018 · 2019 · 2020 · 2021 · 2022 · 2023 · 2024 · 2025